# Frederic Montornés i Dalmau
Frederic Montornès i Dalmau (Sitges, 1963) és un crític d'art i comissari d'exposicions independent.

## Biografia[2]
Llicenciat en Història de l'Art per la UB i format en el "Centre National d'Art Contemporain de Grenoble Le Magasin" (1990-1991), s'inicià en l'àmbit del comissariat d'exposicions amb la programació durant tres anys consecutius de l'Espai 13 de la Fundació Joan Miró de Barcelona amb els cicles Comunicacions. El vigor de l'efímer (1991-1992), Bloc de fragments (1992-1993) i Sense títol (1993-1994). Amb motiu del 25è aniversari de la Fundació, la temporada 2000-2001, tornà a comissariar un cicle en col·laboració amb Mònica Regàs i Ferran Barenblit.
Des d'aquell moment la seva carrera es desenvolupà al voltant de les exposicions que organitzà a Barcelona (La Capella, ICUB, 1996-1997; Palau de la Virreina, 2002, 2004), a Copenhague (Charlottenborg Udstillingsbygning, 1995), Lisboa (Zé dos Bois, 1999), Madrid (Centro de Arte Joven, 1998), València (Galería Luis Adelantado, 1998) i Roma (Instituto Cervantes, 1999).
Entre els anys 2004 i 2007 formà part de la taula curatorial del Centre d'Arts Santa Mònica de Barcelona. El 2008 organitzà exposicions per la Fundació la Caixa en les seves seus a Girona i Tarragona i dues exposicions de dibuix a la Galeria Mas Art de Barcelona.
Realitzà el comissariat de "Intervenciones Foro Sur de Cáceres", i fou l'editor del número 9 de la col·lecció de llibres Impasse (La Panera, Lleida) dedicat a la formació de comissaris en el món. Com a crític d'art és col·laborador habitual d'Exit Book i Exit Express des de la seva aparició els anys 2002 i 2004 respectivament, i ocasionalment de Benzina, Suite, El Correo de Arco...
El 2015 va ser comissari de l'exposició "Espècies d'espais" al MACBA